# John Geddes (Politiker)
John Geddes (* 25. Dezember 1777 in Charleston, South Carolina; † 4. März 1828 ebenda) war ein US-amerikanischer Politiker und von 1818 bis 1820 Gouverneur des Bundesstaates South Carolina.

## Frühe Jahre und politischer Aufstieg
John Geddes besuchte das College of Charleston und studierte anschließend die Rechtswissenschaften. Im Jahr 1797 wurde er als Rechtsanwalt zugelassen. Geddes wandte sich aber zunächst dem Militär zu und trat in die Nationalgarde von South Carolina ein. Dort brachte er es im Verlauf der Zeit bis zum Generalmajor. Geddes war Mitglied der damals alles beherrschenden Partei der Demokratischen Republikaner. Nach einer kurzen Zeit als Friedensrichter war er von 1808 bis 1816 Abgeordneter im Repräsentantenhaus von South Carolina und zeitweise sogar Präsident (Speaker) des Hauses. Von 1816 bis 1818 saß er im Staatssenat.

## Gouverneur von South Carolina
Das Abgeordnetenhaus wählte ihn Ende 1818 zum neuen Gouverneur von South Carolina. Seine Amtszeit begann am 1. Dezember 1818 und endete verfassungsgemäß zwei Jahre später am 1. Dezember 1820. Während dieser Zeit wurde die Sklavenfrage erstmals zu einem Schwerpunkt der amerikanischen Politik. Da South Carolina einer der Staaten war, die die Sklaverei befürworteten, war dieses Land auch von der bundesweiten Diskussion betroffen. Es ging um die Frage der Aufnahme neuer Bundesstaaten in die USA und ob in diesen Sklaverei erlaubt oder verboten sein sollte. Die Nordstaaten setzten sich für ein Verbot ein, während der Süden für die Sklaverei in neuen Staaten eintrat. Gelöst wurde der Konflikt durch den von Senator Henry Clay eingebrachten Missouri-Kompromiss von 1820.
Ein anderes Problem, das in South Carolina für Unruhe sorgte, war ein ebenfalls 1820 vom Kongress verabschiedetes Gesetz, wonach der Sklavenhandel von Afrika nach Amerika verboten wurde, und Verstöße mit der Todesstrafe geahndet werden konnten. Wohlgemerkt dieses Gesetz verbot nicht die Sklaverei als solche, sondern lediglich die Einfuhr neuer Sklaven. Trotzdem fühlte sich South Carolina dadurch angegriffen. Da die Sklaverei der Eckpfeiler der Wirtschaft des Landes war, reagierte South Carolina zunehmend aggressiver auf jegliche Kritik an diesem System. Diese Entwicklung zog sich bis zur Sezession im Jahr 1861 hin. Während der Amtszeit von Gouverneur Geddes konnte der Missouri-Kompromiss das Problem etwas reduzieren, langfristig aber war der Streit um die Sklaverei längst noch nicht ausgestanden.

## Weitere Karriere
Die Verfassung von South Carolina erlaubte damals nur eine einzige zusammenhängende Amtszeit eines Gouverneurs. Daher konnte Geddes 1820 nicht wiedergewählt werden. Nach Ablauf seiner Amtszeit kehrte er zunächst wieder in die Nationalgarde zurück. Zwischen 1824 und 1825 war er Bürgermeister von Charleston. Dabei wurde er in ein Pistolenduell mit einem politischen Gegner verwickelt, der dabei getötet wurde. John Geddes starb im März 1828 in Charleston. Er war zweimal verheiratet und hatte insgesamt drei Kinder.